# 에이치앤드엔터테인먼트
에이치앤드엔터테인먼트(H& Entertainment)는 키이스트 홍민기 부사장이 2020년 회사를 나와 새로 설립한 대한민국의 연예 기획사이다.

## 소속 연예인
- 우도환
- 주지훈
- 인교진
- 정려원
- 손담비
- 류현경
- 김혜은
- 소이현
- 천우희
- 안창환
- 장희정
- 한보름
- 윤박
- 정인선
- 정수정
- 곽동연
- 강민아
- 윤종석
- 이해운
- 김보윤
- 강덕중
- 주아
- 이서
- 문서윤
- 정지훈
- 고두심
- 김우석
- 박하선